# Caesellius Bassus
Caesellius Bassus (gestorben möglicherweise 65 n. Chr.) war ein Angehöriger des römischen Ritterstandes, der durch eine Anekdote mit Kaiser Nero Bekanntheit erlangte. Die Geschichte wurde durch Tacitus und Sueton überliefert.

## Schatzsuche
Caesellius Bassus stammte aus Karthago in der römischen Provinz Africa. Veranlasst durch einen Traum, glaubte er, auf seinem Landgut sei ein großer Schatz der sagenhaften Königin Dido vergraben. Er versuchte, Kaiser Nero dafür zu gewinnen, den Schatz ausgraben zu lassen. Die Nachricht verursachte in Rom großes Aufsehen und veranlasste weitere überschwängliche Ausgaben des Kaisers, nach Tacitus soll Nero bereits Schenkungen davon vorgenommen haben.
Als die Schatzsuche erfolglos blieb, gab sich Bassus im Jahre 65 selbst den Tod. Tacitus selbst weist auf eine abweichende Überlieferung hin, nach der Bassus nur in Ketten gelegt, jedoch wieder freigelassen wurde, nachdem man sich an seinem Vermögen gütlich gehalten hatte.